# Jean-Claude Gall
Jean-Claude Gall (* 19. Mai 1936) ist ein französischer Paläontologe. Er ist bekannt für die Untersuchung der außergewöhnlich gut erhaltenen Fossilien der berühmten Fossilienlagerstätten des Voltziensandsteins der Vogesen aus dem Buntsandstein.
Gall studierte Naturwissenschaften an der Universität Straßburg mit dem Abschluss (Agrégation de Sciences naturelles) 1961. Danach war er Assistent am Geologischen Institut und wurde 1971 mit einer Arbeit über die Paläoökologie des oberen Buntsandsteins der Nordvogesen promoviert. 1978 wurde er Professor für Geologie und Paläontologie an der Universität Straßburg.
Er befasst sich besonders mit Paläoökologie und Taphonomie, wo er den Einfluss von Mikroben-Matten auf die Fossilisation erforschte.
Neben dem Voltziensandstein grub er auch über 20 Jahre in den jurassischen Plattenkalken von Cerin aus.
2002 erhielt er mit Léa Grauvogel-Stamm (die insbesondere die Flora des Voltziensandsteins bearbeitete) den Friedrich-von-Alberti-Preis, für seine Verdienste um die Erforschung der reichen und exzellent erhaltenen triaszeitlichen Faunen im Grès à Voltzia und um die Rekonstruktion von Genese und Lebewelt des Oberen Buntsandsteins in den Vogesen, um die Paläoökologie vorzeitlicher Biotope und um die Gründung der European Palaeontological Association. Er erhielt auch Preise der Académie des sciences und der französischen geologischen Gesellschaft. Seit 2000 ist er korrespondierendes Mitglied der Paläontologischen Gesellschaft. Er ist Ehrendoktor der Universität Cluj-Napoca. 1991 wurde er Präsident der European Palaeontological Association.

## Schriften
- Sedimentationsräume und Lebensbereiche der Erdgeschichte. Eine Einführung in die Paläoökologie, Springer Verlag 1982, englische Ausgabe: Ancient sedimentary environments and the habitats of living organisms: introduction to palaeoecology, Springer Verlag 1983 (zuerst französisch 1976, auch ins Chinesische übersetzt)
- Des premières bactéries à l’homme: l’histoire de nos origines, Paris, Harmattan 2009
- mit Léa Grauvogel-Stamm Die Königsgrube bei Soultz-les-Bains, in Werner K. Weidert Klassische Fundstellen der Paläontologie, Goldschneck Verlag, Band 3, 1995 (mit Biographie)
- Der Vogesensandstein. Rekonstruktion der Lebenswelt und der Landschaftsbilder zu Beginn des Mittelalters der Erdgeschichte. Alemannisches Jahrbuch 1987/88, S. 67–76
- Faunes et paysages du Grès à Voltzia du Nord des Vosges. Essai paléoécologique sur le Buntsandstein superieur. Mémoires du Service de la Carte géologique d´Alsace et de Lorraine, Band 34, 1971, S. 1–318
- Les voiles microbiens. Leur contribution à la fossilisation du organismes au corps mou, Lethaia, Band 23, 1990, S. 21–28
- Fossil-Lagerstätten aus dem Buntsandstein der Vogesen (Frankreich) und ihre ökologische Deutung, Neues Jahrbuch für Mineralogie, Geologie und Paläontologie, Band 5, 1972, S. 285–293
- Herausgeber: Triassic insects of western europe, Museo Civico di storia naturale di Milano, 1996
- mit Paul Bernier: Die Plattenkalke von Cerin (Frankreich), in Werner K. Weidert, Klassische Fundstellen der Paläontologie, Band 4, Goldschneck Verlag 2001